# Droga do Jerozolimy
Droga do Jerozolimy (szw. Vägen till Jerusalem) – powieść historyczna Jan Guillou wydana po raz pierwszy w 1998 roku w języku szwedzkim.
Książka jest pierwszym tomem cyklu "Krzyżowcy" autorstwa Jan Guillou. Jej treścią są dzieje szwedzkiego rycerza (na wpół legendarnego przodka pierwszego króla Szwecji) o imieniu Arn, który w ramach pokuty za błędy młodości udaje się około roku 1150 z Gotlandii do Jerozolimy.